# Saxitoxine
Saxitoxine is een krachtig neurotoxine dat wordt gevormd in bepaalde soorten dinoflagellaten (microscopische algen) in zeewater en cyanobacteriën in zoet water. Schelpdieren die zich met deze algen voeden, concentreren het gif en door het consumeren van dergelijke schelpdieren kunnen mensen en dieren die hoger in de voedselketen staan, vergiftigd worden. Het syndroom staat bekend als paralytic shellfish poisoning (PSP). Symptomen zijn eerst tintelingen in de lippen, tong en mond, gevolgd door spierpijn, draaierigheid en matige gastro-intestinale symptomen (buikpijn, diarree, ...). Een hoge dosis kan na enkele uren leiden tot verlamming en de dood, tenzij er behandeld wordt met kunstmatige beademing. Bij een lage dosis verdwijnen de gastro-intestinale symptomen na enkele dagen. Er bestaat geen tegengif. Het risico op vergiftiging is vooral aanwezig tijdens en na periodes van algenbloei (red tide of harmful algal bloom).

## Naam
De naam saxitoxine is afgeleid van de naam van de mosselsoort Saxidomus giganteus, waaruit het gif voor het eerst in zuivere vorm werd geïsoleerd.

## Werking
Saxitoxine is een van de meest giftige natuurlijke toxines. De letale dosis (LD50) voor muizen bedraagt ongeveer 8 microgram per kilogram lichaamsgewicht; dit is ongeveer 1000 keer giftiger dan het zenuwgas sarin. Voor een volwassen persoon kan een eenmalige dosis van 0,2 milligram dodelijk zijn. De stof is een krachtige en zeer selectieve natriumkanaalblokker: ze blokkeert het transport van natriumionen via potentiaalafhankelijk natriumkanalen in de cellen, maar heeft geen invloed op het transport van chloor- of kaliumionen. Saxitoxine wordt daarom gebruikt in medisch onderzoek naar de rol van deze natriumkanalen bij ernstige neurodegeneratieve en cardiovasculaire ziekten.

## Saxitoxines
Saxitoxines is de gemeenschappelijke naam voor een groep van toxines die verwant zijn aan saxitonine. Zij verschillen in de aanwezigheid van diverse functionele groepen op de centrale polycyclische structuur.

Algemene structuur van de saxitonines